# Vladyslav Tretiak (fäktare)
Vladyslav Tretiak (ukrainska: Владислав Васильович Третяк, Vladyslav Vasyl'ovytj Tretiak), född den 21 februari 1980 i Kiev, Ukrainska SSR, Sovjetunionen, är en ukrainsk fäktare som tog OS-brons i herrarnas sabel i samband med de olympiska fäktningstävlingarna 2004 i Aten.